# La Chorrera (Colombie)
Pour les articles homonymes, voir La Chorrera.
La Chorrera est un corregimiento départemental de Colombie, situé dans le département d'Amazonas. Presque entièrement recouvert par la forêt amazonienne, son territoire est traversé par la rivière Igara Paraná — faisant partie du bassin amazonien — un affluent de la rivière Putumayo (celle-ci étant un sous-affluent de l’Amazone par la rivière Solimões), le centre du village lui-même étant implanté sur la rive gauche (nord). La population du territoire de La Chorrera est de 12 670 habitants, celle du village de 3 878 habitants. L’aéroport de La Chorrera, implanté près du quebrada San Rafael, est situé à environ un kilomètre au sud-ouest du village, sur la rive droite (sud) de la rivière Igara Paraná.

## Démographie
Selon les données récoltées par le DANE lors du recensement de la population colombienne en 2005, La Chorrera compte une population de 2 027 habitants.